# Maciej Żylicz
Maciej Żylicz (sinh ngày 21 tháng 9 năm 1953, Gdańsk) là nhà hóa sinh học và sinh học phân tử người Ba Lan. Ông là giáo sư tại Đại học Gdańsk, giám đốc Quỹ Khoa học Ba Lan, thành viên của Viện Hàn lâm Khoa học Ba Lan, Ủy ban Nhà nước về Nghiên cứu Khoa học.

## Cuộc đời và sự nghiệp
Ông tốt nghiệp ngành vật lý thực nghiệm và sinh học tại Đại học Gdańsk. Năm 1979, ông thăng hàm tiến sĩ khoa học tự nhiên trong lĩnh vực hóa sinh tại Đại học Y Gdańsk. Ông nhận bằng kỹ sư sinh học phân tử năm 1986 tại Đại học Gdansk và chức danh giáo sư năm 1992.
Từ năm 1980 đến cuối những năm 1990, ông làm việc tại Đại học Gdańsk. Năm 1999, ông được bổ nhiệm làm trưởng Khoa Sinh học Phân tử tại Viện Sinh học Tế bào và Phân tử Quốc tế (IIIMCB) có trụ sở tại Warszawa. Ông chuyên nghiên cứu về protein sốc nhiệt.
Năm 1999, ông đã giành được giải thưởng khoa học cao nhất của Ba Lan, Giải thưởng Quỹ Khoa học Ba Lan cho "nghiên cứu về các protein điều hòa cấu thành một phần của hệ thống bảo vệ của tế bào nhằm chống lại những thay đổi không mong muốn của môi trường ngoại bào".
Ông xuất bản các bài báo trên Tạp chí Hóa học Sinh học, Tạp chí Sinh học Tế bào cũng như Tạp chí Hóa sinh Châu Âu.
Năm 2005, ông được bổ nhiệm làm giám đốc Quỹ Khoa học Ba Lan. Ông là người đứng đầu Viện Hóa học Hữu cơ Sinh học trực thuộc Viện Hàn lâm Khoa học Ba Lan. Từ năm 2010 đến 2015, ông là cố vấn về chính sách xã hội cho Tổng thống Bronisław Komorowski.

## Vinh danh
- Huân chương Polonia Restituta (2015)[9]
- Tiến sĩ danh dự thuộc Đại học Jagiellonia (2013)[10]